# Nový Dvůr (Bělá nad Radbuzou)
Nový Dvůr je samota, část města Bělá nad Radbuzou v okrese Domažlice v Plzeňském kraji. Nachází se asi tři kilometry jihozápadně od Bělé nad Radbuzou. Nový Dvůr leží v katastrálním území Smolov o výměře 15,01 km².

## Historie
První písemná zmínka o vesnici pochází z roku 1720.

## Obyvatelstvo
| Rok            | 1869 | 1880 | 1890 | 1900 | 1910 | 1921 | 1930 | 1950 | 1961 | 1970 | 1980 | 1991 | 2001 | 2011 | 2021 |
| -------------- | ---- | ---- | ---- | ---- | ---- | ---- | ---- | ---- | ---- | ---- | ---- | ---- | ---- | ---- | ---- |
| Počet obyvatel | 264  | 263  | 256  | 258  | 296  | 272  | 252  | 20   | 48   | 17   | 4    | 1    | 1    | 1    | 2    |
| Počet domů     | 31   | 29   | 30   | 30   | 30   | 31   | 31   | 22   | 22   | 4    | 1    | 0    | 1    | 1    | 1    |

## Obecní správa
Při sčítání lidu v letech 1850–1984 Nový Dvůr byl osadou obce Smolov, se kterým patřil nejprve do okresu Horšovský Týn (v letech 1850–1910 Horšův Týn), ale od roku 1960 v okrese Domažlice. Od 1. ledna 1985 je částí města Bělá nad Radbuzou v okrese Domažlice.